# Stone County (Arkansas)
Das Stone County ist ein County im US-Bundesstaat Arkansas. Der Verwaltungssitz (County Seat) ist Mountain View. Das County gehört zu den Dry Countys, was bedeutet, dass der Verkauf von Alkohol eingeschränkt oder verboten ist.

## Geographie
Das County liegt im mittleren Norden von Arkansas und hat eine Fläche von 1578 Quadratkilometern, wovon sieben Quadratkilometer Wasserfläche sind. Es grenzt an folgende Countys:
| Baxter County    |                 | Izard County        |
| Searcy County    |                 | Independence County |
| Van Buren County | Cleburne County |                     |

## Geschichte
Das Stone County wurde am 17. April 1873 aus Teilen des Independence County, des Izard County, des Searcy County und des Van Buren County gebildet. Benannt wurde es nach den signifikanten Felsformationen in diesem Gebiet.

## Demografische Daten
Nach der Volkszählung im Jahr 2000 lebten im Stone County 11.499 Menschen. Davon wohnten 141 Personen in Sammelunterkünften, die anderen Einwohner lebten in 4768 Haushalten und 3461 Familien. Die Bevölkerungsdichte betrug 7 Einwohner pro Quadratkilometer. Ethnisch betrachtet setzte sich die Bevölkerung zusammen aus 97,27 Prozent Weißen, 0,08 Prozent Afroamerikanern, 0,77 Prozent amerikanischen Ureinwohnern, 0,05 Prozent Asiaten, 0,03 Prozent Bewohnern aus dem pazifischen Inselraum und 0,15 Prozent aus anderen ethnischen Gruppen; 1,64 Prozent stammen von zwei oder mehr Ethnien ab. Unabhängig von der ethnischen Zugehörigkeit waren 1,08 Prozent der Bevölkerung spanischer oder lateinamerikanischer Abstammung.
Von den 4768 Haushalten hatten 26,9 Prozent Kinder oder Jugendliche im Alter unter 18 Jahre, die mit ihnen zusammen lebten. 62,3 Prozent waren verheiratete, zusammenlebende Paare, 7,1 Prozent waren allein erziehende Mütter, 27,4 Prozent waren keine Familien. 24,8 Prozent aller Haushalte waren Singlehaushalte und in 11,2 Prozent lebten Menschen im Alter von 65 Jahren oder darüber. Die Durchschnittshaushaltsgröße lag bei 2,38 und die durchschnittliche Familiengröße bei 2,82 Personen.
22,2 Prozent der Bevölkerung waren unter 18 Jahre alt, 7,1 Prozent zwischen 18 und 24, 23,6 Prozent zwischen 25 und 44, 28,5 Prozent zwischen 45 und 64 und 18,6 Prozent waren 65 Jahre oder älter. Das Durchschnittsalter betrug 43 Jahre. Auf 100 weibliche kamen statistisch 96,9 männliche Personen und auf 100 Frauen im Alter von 18 Jahren und darüber kamen durchschnittlich 95,3 Männer.
Das jährliche Durchschnittseinkommen eines Haushalts betrug 22.209 USD, das Durchschnittseinkommen der Familien 28.009 USD. Männer hatten ein Durchschnittseinkommen von 20.904 USD, Frauen 16.118 USD. Das Prokopfeinkommen betrug 14.134 USD. 14,1 Prozent der Familien und 18,9 Prozent der Einwohner lebten unterhalb der Armutsgrenze.

## Kultur und Sehenswürdigkeiten

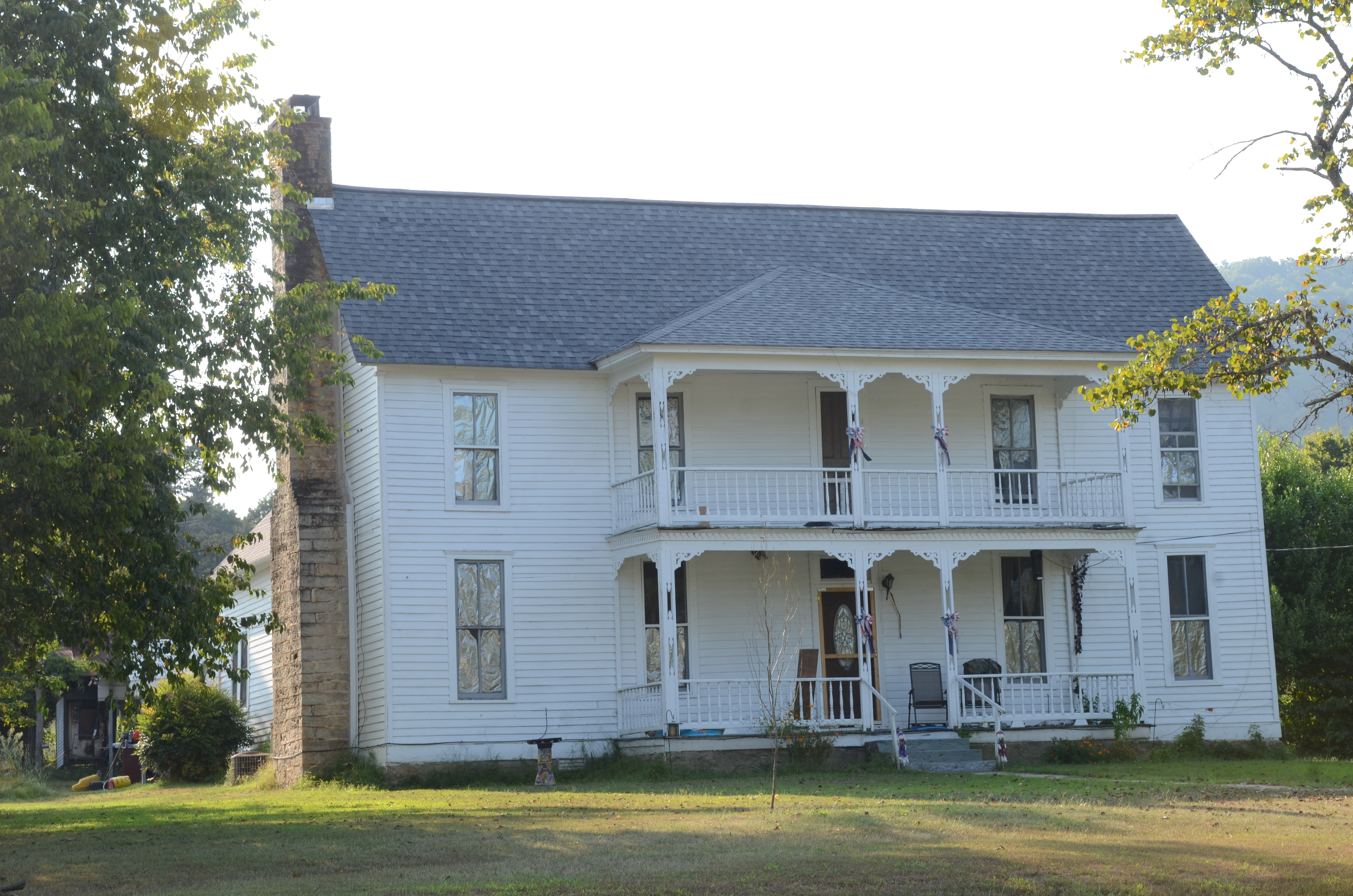
Thomas E. Hess House (2015). Dieses 1900 errichtete Wohnhaus wurde im Dezember 1983 als viertes Objekt des County im NRHP eingetragen.

57 Bauwerke, Stätten und historische Bezirke (Historic Districts) des Countys sind im National Register of Historic Places („Nationales Verzeichnis historischer Orte“; NRHP) eingetragen (Stand 19. Juli 2022), darunter vier Kirchen, acht Schulen und drei Warenhäuser.

## Orte im Stone County
| Citys - Fifty Six - Mountain View | Unincorporated Communitys - Fox - Marcella - Newnata | - Onia - Pleasant Grove - Timbo |

weitere Orte
- Alco
- Allison
- Arlberg
- Ben
- Chalybeate Springs
- East Richwoods
- Flag
- Gayler
- Hanover
- Harness
- Herpel
- Luber
- Lydalisk
- Melrose
- Mozart
- Old Lexington
- Optimus
- Parma
- Rushing
- Saint James
- Turkey Creek
- West Richwoods

Townships
- Arbana Township
- Blue Mountain Township
- Bryan Township
- Farris Township
- Flag Township
- Franklin Township
- Harris Township
- Jones Township
- Liberty Township
- Locust Grove Township
- Marcella Township
- Northwest Township
- Optimus Township
- Red River Township
- Red Stripe Township
- Richwoods Township
- Roasting Ear Township
- Smart Township
- Sylamore Township
- Timbo Township
- Turkey Creek Township
- Union Township
- Washington Township
- Wilson Township